# Гвадалахарский метрополитен
Гвадалахарский метрополитен (исп. Sistema de Tren Eléctrico Urbano, система городских электропоездов) — также известный как SITEUR — система метро в городе Гвадалахара, штат Халиско, Мексика.
Состоит из четырёх линий. Линия 1 пролегает с севера на юг и состоит из 19 станций. Линия 2 соединяет центр города с восточными районами и состоит из 10 станций. Линия 3  идет с северо-запада на юго-восток, пересекая 1 и 2 линию пересадками.

## История
История городского транспорта Гвадалахары начинается в 1800 году, причём первые трамваи были запряжены мулами. В 1974 году был снесен ряд домов и улиц с богатой историей, чтобы освободить место для строительства новой системы городского транспорта. Таким образом улица Моро стала авеню Federalismo, одним из самых больших в Гвадалахаре. Под авеню был построен туннель длиной 6,6 км с 7 станциями в направлении к первой троллейбусной системе.
1 сентября 1989 года была открыта 1 линия метро. Год спустя, из-за перегрузки, а также необходимости создания эффективной системы общественного транспорта, было начато строительство линии 2, которую открыли 1 июля 1994 года. Из-за интенсивного движения на городских улицах и большого числа транспорта, есть план, по которому намечено продлить линию 2, а также строительство третьей линии метро.

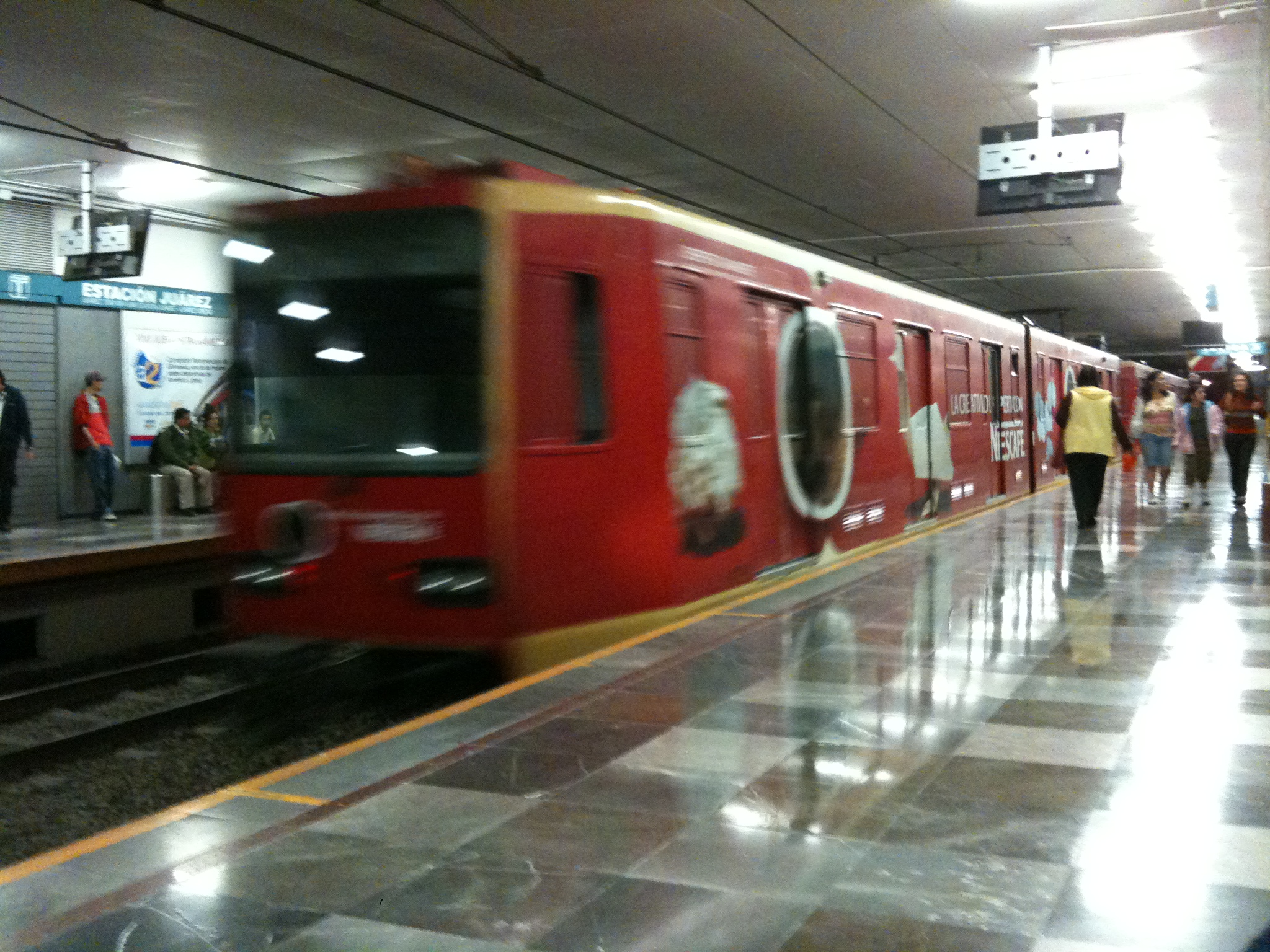
Поезд на станции Juárez Station

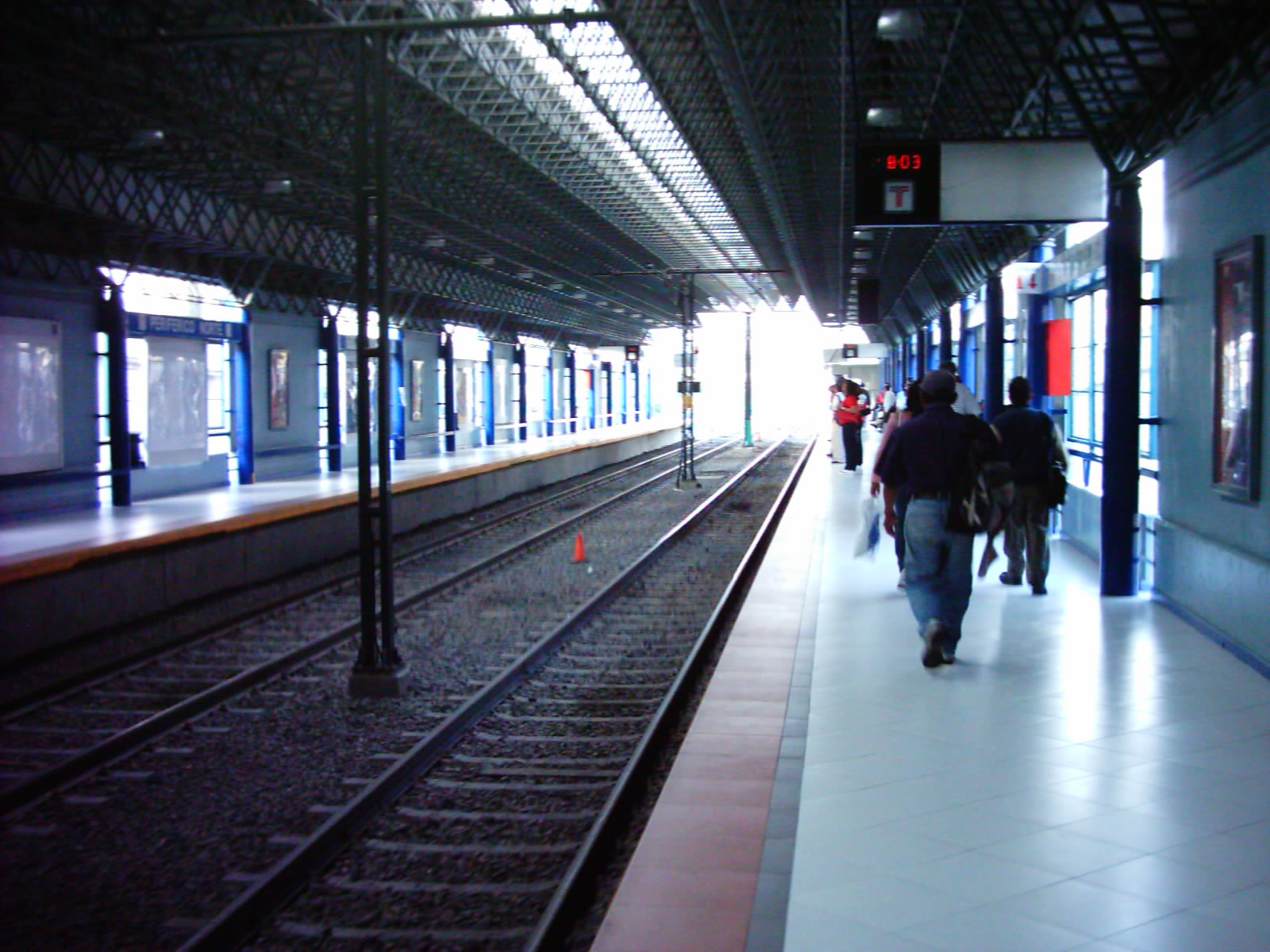
Станция «Periférico Norte» (Северное внешнее кольцо) утром.

## Линии
Линия 1 идет с севера (Северное внешнее кольцо) на юг (Южное внешнее кольцо), и состоит из станций:
- Periférico Norte (Северное внешнее кольцо).
- Dermatológico.
- Atemajac.
- División del Norte.
- Avila Camacho. (Планируется переход на линию 3).
- Mezquitan.
- Refugio.
- Juárez. (Переход на линию 2).
- Mexicaltzingo.
- Washington.
- Santa Filomena.
- Unidad Deportiva.
- Urdaneta.
- 18 de Marzo.
- Isla Raza.
- Patria.
- España.
- Tesoro.
- Periférico Sur (Южное внешнее кольцо).

Длина линии — 15,5 км.
Линия 2 начинается из центра города (станция Juárez) и идет на восток в район Tetlán, и состоит из станций:
- Juárez (Переход на Линию 1).
- Plaza Universidad.
- San Juan de Dios.
- Belisario Domínguez.
- Oblatos.
- Cristóbal de Oñate.
- San Andrés.
- San Jacinto.
- La Aurora.
- Tetlán.

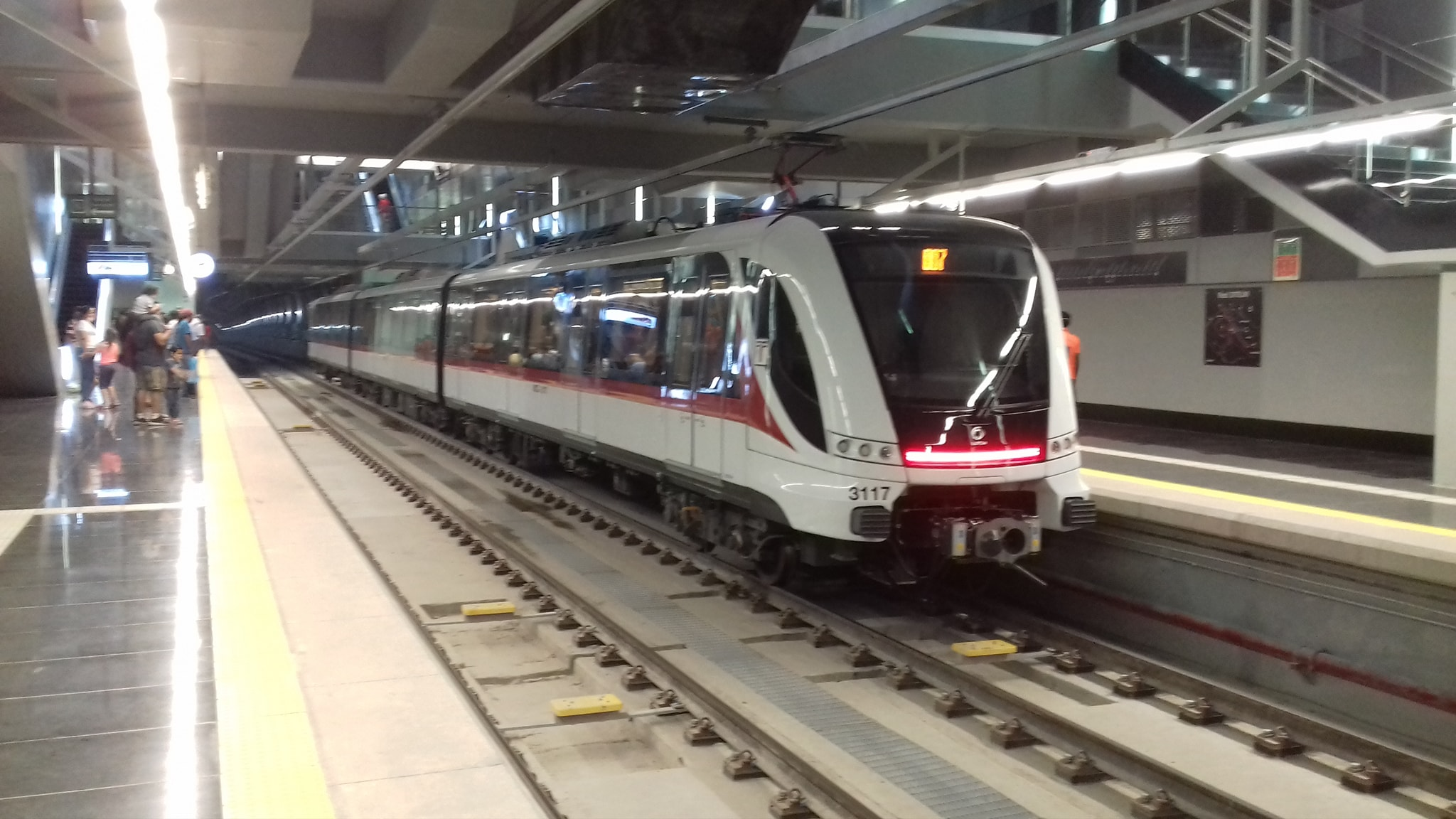
Линия 3
Открыта 12 сентября 2020 года. Пересадки на 1 и 2 линии.
- Arcos de Zapopan
- Periférico belenes
- Mercado del mar
- Zapopan centro
- plaza patria
- circunvalación(country)
- Ávila Camacho
- La normal (centram)
- Santuario
- Guadalajara centro
- Independencia
- Plaza de Bandera
- Cusei
- Revolucion
- Rio Nilo
- Tlaquepaque Centro
- Lázaro Cárdenas
- Central de Autobuses

Длина линии — 19,8 км.

## Подвижной состав
В настоящий момент парк метро состоит 48 вагонов, построенных компанией Siemens специально для Мексики. Максимальная скорость передвижения состава составляет 70 км/ч.

## Развитие
Существует план по строительству 3 линии на север от станции Avila Camacho на станцию Tesistán, находящуюся в муниципалитете Zapopan. Существуют также планы по продлению линии 2 от станции Tetlán до муниципалитета Tonalá.
О начале строительства Линии 3 было объявлено 9 декабря 2009 года губернатором Эмилио Гонсалесом Маркесом. По предварительным проектам общая длина линии составит около 16,5 км с 21 станцией. Стоимость строительства составит 800 миллионов мексиканских песо. 12 сентября 2020 года линия открыта.